# 楊遇升
楊遇升，贵州福泉人，清朝政治人物、同進士出身。
道光九年（1829年）己丑科進士，三甲七名，官浙江知縣，薦升鹽運使。